# Danuta Hojarska
Danuta Hojarska (Malbork, 2 de Janeiro de 1960) é uma política da Polónia. Ela foi eleita para a Sejm em 25 de setembro de 2005 com 10155 votos em 25 no distrito de Gdańsk, candidato pelas listas do partido Samoobrona Rzeczpospolitej Polskiej.
Ela também foi membro da Sejm 2001-2005.